# John Gulager
John Thompson Gulager, född 19 december 1957 i New York, är en amerikansk skådespelare, filmfotograf och filmregissör.

## Biografi

### Filmkarriär
Gulager gjorde regidebut med skräckfilmen Feast, som släpptes av filmbolaget Miramax, under hösten 2005. Han medverkade också i dramakomedifilmen He Was a Quiet Man, under år 2007. Han spelade då rollen som bland annat företagspsykologen Maurice Gregory, detta mot skådespelare som Christian Slater.

### Privatliv
Gulager är son till skådespelarna Clu Gulager och Miriam Byrd-Nethery. Han är också äldre bror till skådespelaren Tom Gulager.

## Filmografi (i urval)
- 2005 – Feast
- 2007 – He Was a Quiet Man
- 2008 – Feast II: Sloppy Seconds
- 2009 – Feast III: The Happy Finish
- 2012 – Piranha 3D
- 2013 – Zombie Night